# Mayor Luis Jorge Fontana (departamento)
Mayor Luis Jorge Fontana é um departamento da Argentina, localizado na província do Chaco.